# Dipterocarpus indicus
Dipterocarpus indicus är en tvåhjärtbladig växtart som beskrevs av Beddome. Dipterocarpus indicus ingår i släktet Dipterocarpus och familjen Dipterocarpaceae. Inga underarter finns listade i Catalogue of Life.